# Kárpátalja népessége

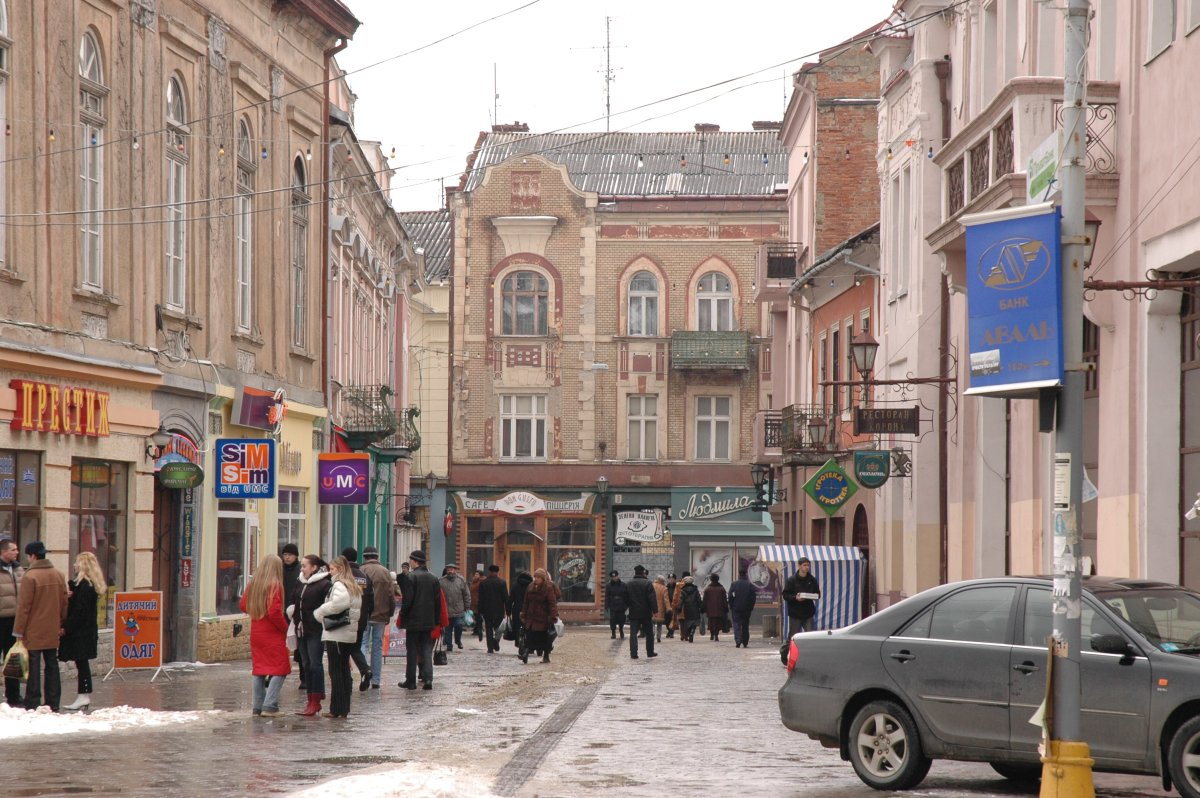
Ungvári utcakép

Kárpátalja lakossága a 2001-es népszámlálás idején 1 254 614 fő volt, ez Ukrajna lakosságának 2,6%-a. A népsűrűség 97 fő/km².

## A népesség időbeli alakulás
A mai területre számolt népesség alakulása:

## Területi megoszlás
A lakosság egyenlőtlenül oszlik el a közigazgatási egységek között. A legnépesebb járások a Técsői és a Nagyszőlősi. Népesebbek közé tartozik a Munkácsi, Ilosvai, Huszti és Rahói járás is. A legkevesebben a hegyvidéki területeken, a Volóci, a Nagybereznai és a Perecsenyi járásban élnek.
A megyén belül a népsűrűség eloszlása egyenetlen, a legnagyobb népsűrűségű közigazgatási egységek Munkács és Ungvár, ahol az érték meghaladja a 2000 fő/km²-t.
A járások közül a legmagasabb értékekkel a megye középső része rendelkezik. A síkvidéki járások (Ungvári, Munkácsi, Beregszászi, Nagyszőlősi) népsűrűsége átlagosan 174 fő/km², az előhegyieké (Ilosvai, Huszti, Técsői) 106 fő/km², a hegyvidékieké pedig 48 fő/km².
A falusi lakosság aránya 63,3%, a városi lakosságé 36,7%.

## Kor szerinti összetétel
Kor szerinti összetétel: fiatal korú 23,9%, munkaképes korú 58,5%, öreg 17,6%.

## Nem szerinti összetétel
A nem szerinti összetétel 2001-ben a következő volt: férfi 48,2%, nő 50,8%, vagyis 1000 férfira 1077 nő jut. A nemzetiségek között lényeges eltérések vannak a nemek közötti arányban, a legtöbb nemzetiségnél nőtöbblet figyelhető meg. Magyar népességnél 1000 férfi/1099 nő, ukránoknál 1000 férfi/1068 nő, cigányoknál 1000 férfi/1047 nő, románoknál 1000 férfi/1016 nő arány figyelhető meg.

## Nemzetiségi összetétel

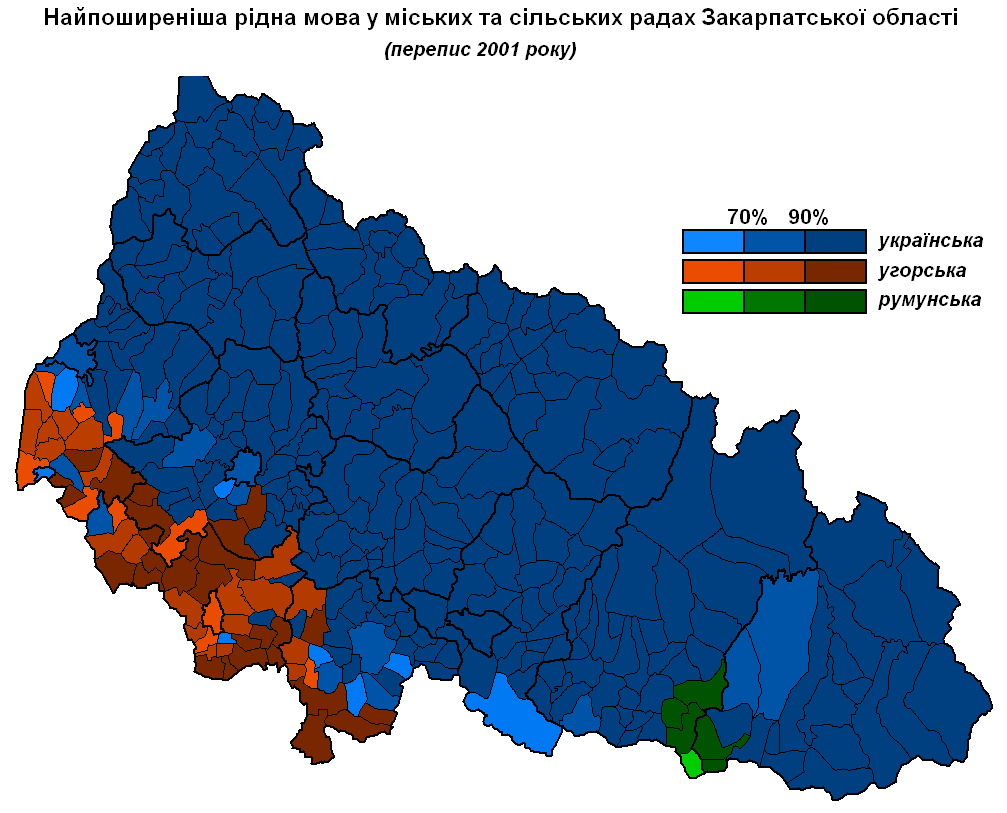
Kárpátalja nyelvei a 2001-es népszámlálás szerint. Az ukrán-magyar határ mentén számos helyi tanácsban a magyar nyelv volt az uralkodó.

Kárpátalja népességének egyik alapvető jellemzője az etnikai sokszínűség. A nagyobb nemzetiségek aránya 2001-ben a következő volt: ukrán 80,5%, magyar 12,1%, román 2,6%, orosz 2,5%, cigány 1,1%, egyéb nemzetiségek 1,1%. Számottevő különbség van a nemzetiségi és anyanyelvi megoszlásban, például 30 800-an vallják magukat orosznak, de csak 24 100 beszélik az orosz nyelvet. Emellett a ruszinokat nem ismerik el külön nemzetként, ezért az ukránokhoz vannak besorolva.
Számottevő eltérések vannak a nemzetiségek urbanizációs szintjében. A városi népességnél 77,5% ukrán, 11,6% magyar, 5,6% orosz, 1,6% cigány, 1,2% román és 2,5% egyéb nemzetiségű. A falusi népességnél 82,3% ukrán, 12,3% magyar, 3,4% román és 2,0% egyéb nemzetiségű.
Az Ukrán Állami Statisztikai Szolgálat adatai szerint a 2023/24-es tanévben Kárpátalján 163 651 diák részesült általános középfokú oktatásban, közülük 146 563 (89,56 %) ukrán tannyelvű osztályban, 14 623 (8,94 %) magyar tannyelvű osztályban, 2347 (1,43 %) román tannyelvű osztályban és 118 (0,07 %) szlovák tannyelvű osztályban. A városi oktatási intézményekben 71 315 középfokú oktatásban részesülő személy közül 65 021-en (91,17 %) ukrán nyelven, 5 806-an (8,14 %) magyarul, 370-en (0,52 %) románul, 118-an (0,17 %) szlovákul tanultak. A vidéki oktatási intézményekben 92 336 középfokú oktatásban részesülő személy közül 81 542 (88,31 %) ukrán, 8 817 (9,55 %) magyar, 1 977 (2,14 %) román nyelven tanult.
2024-ben Kovály Katalin helyi geográfus 80-90 ezer fő közöttire becsülte a Kárpátalján élő magyar népességet.

### Története
A mai Kárpátalja területén élő nemzetiségek különböző időszakokban települtek be a magyar lakosság mellé.
A ruszinok vagy más néven rutének a 13-15. század folyamán vándoroltak be a mai Kárpátaljára. A szovjet korszak óta a ruszinokat a hivatalos statisztikák ukránoknak tekintik.
A különösen a 19. század második felében a Galíciából egyre nagyobb tömegekben érkező zsidókat (kb. 58 ezer fő) a statisztika nem vette nyilvántartásba, mert többnyire német vagy magyar anyanyelvűnek tüntették fel magukat.
Kárpátalja területén a nemzetiségi viszonyok 1920 után változtak meg gyökeresen, mivel a terület csehszlovák fennhatóság alá került. Területén nagyarányú betelepítéseket hajtottak végre a cseh hatóságok. Ennek során a színmagyar lakosságú területekre ruszin, cseh és szlovák nemzetiségű családokat telepítettek be.
1941–1944 között a magyar hatóságok a zsidókat deportálták a területről.
A következő nagyarányú fordulat a lakosság nemzetiségi összetételében 1945 után történt. Kárpátalja területén a második világháború után jelennek meg az oroszok. Az oroszok egy jelentős része a kommunista párt megbízásából érkezett a helyi pártszervezet és államhatalom kiépítése céljából. Sokuk a közigazgatásban helyezkedett el, vagy az újonnan létesített ipari üzemek vezetője lett. Az ukránok nagy számban a II. világháború után költöztek be Kárpátaljára.

## Lásd még
- Kárpátaljai magyarok

## Külső hivatkozások
- A 2001-es ukrajnai népszámlálás hivatalos honlapja